# الزائر (فلم)
الزائر فيلم درامي أمريكي من إنتاج عام 2008، كتبه وأخرجه توماس ماكارثي من بطولة ريتشارد جاكينز، هيام عباس، هاز سليمان، دانيا جريرا. يتناول الفيلم قضايا تتعلق بالهوية والهجرة وتقاطع الثقافات في نيويورك ما بعد أحداث الحادي عشر من سبتمبر.

## القصة
يروي الفيلم قصة والتر أستاذ جامعي فقد منذ عشرين سنة (تاريخ موت زوجته) لذة التعليم والعمل الأكاديمي، ولكنه يتظاهر باستمرار بأنه صاحب مشاغل كثيرة. يحاول كسر رتابة حياته بتعلم العزف على البيانو الآلة التي كانت تعزف عليها باحتراف زوجته المتوفية، ولكنه يفشل باستمرار. وذات يوم يكلف بحضور مؤتمر في مدينة نيويورك، وعندما يصل لشقته هناك يفاجأ بأنها مسكونه من قبل مهاجرين غير شرعيين هما طارق خليل من سوريا وزينب فتاة سينغالية، يستأنس الأستاذ العجوز في سكناه معهم فيطلب منهم البقاء في ضيافته. يقوم طارق الفنان الموهوب بتعليم والتر العزف على طبله الأفريقي وتبنى بينهما علاقة صداقة طيبة. تلقي الشرطة القبض على طارق وتقوم بتحويله لمركز احتجاز للمهاجرين غير الشرعيين، يقوم والتر بكل باستطاعته لتحرير طارق دون جدوى. تقوم والدة طارق الأرملة منى، والتي تسكن ميشيغن، بزيارة نيويورك للبقاء بجوار ابنها في محنته فيتقرب منها والتر. يتم ترحيل طارق بشكل مفاجئ إلى سوريا مما يصيب والتر بصدمة كبيرة وتضطر والدته للحاق به. يبقى والتر وحيداً لا يآنس وحدته إلا طبلة طارق وذكرياتهم السعيدة.

## نقد الفيلم
عرض الفيلم في مهرجان تورنتو وفي مهرجان سندانس ومهرجان موسكو حيث فاز بطل الفيلم ريتشارد جاكينز بجائزة أفضل ممثل، وبتاريخ 22 يناير 2009 أعلن عن ترشيحه لنيل جائزة الأوسكار لأفضل ممثل عن دوره في فيلم «الزائر». قال الناقد أي أو سكوت عن الفيلم للنيويورك تايمز: «ما يثير الفضول في هذا الفيلم هو انه مع استرجاع احداث الفيلم من وقت لآخر يبقى الفيلم مدهشا طوال الوقت». ومن جانبه قال جون أندرسون في مجلة فارايتي: «الفيلم هو حكاية مهاجرين وإعادة استكشاف للنفس في ذات الوقت. وهو يميل إلى ان يكون عاطفيا أكثر من كونه سياسيا، وربما يكون هذا الفيلم هو الفيلم المستقل الأكثر إنسانية لهذا العام».

## مصدر
- حاز الإعجاب - جريدة الشرق الأوسط

## وصلات خارجية
- مقالات تستعمل روابط فنية بلا صلة مع ويكي بيانات

- الموقع الرسمي